# Первухінський цукровий завод
Первухінський цукровий завод — підприємство харчової промисловості у селищі міського типу Гути Богодухівського району Харківської області України.

## Історія
Цукровий завод у селі Гути Богодухівського повіту Харківської губернії Російської імперії було збудовано у 1869 році. В 1881 році цукровий завод (тоді мав потужність 100 т буряків на добу) і ділянку землі розміром понад 4 тис. десятин купив цукрозаводчик Л. Є. Кеніг.
Економічна криза, що почалася в 1900 році, ускладнила становище робітників заводу, і в квітні 1902 року вони зупинили роботу і вивели з ладу машини, після чого харківський губернатор І. М. Оболенський розпорядився прислати до села роту солдатів з Богодухова.
Після початку першої російської революції, у жовтні 1905 року робітники заводу оголосили страйк і розпочали мітинг. Драгуни, що прибули, розігнали мітинг, проте власник заводу був змушений піти на поступки і задовольнити деякі вимоги робітників.
У січні 1918 року завод був націоналізований радянськими окупантами, на землях маєтку Кеніга організували радгосп, але початку квітня 1918 року комуністів вибили з села, і встановили владу Української Народної Республіки. Надалі, до 1919 року завод перебував у зоні бойових дій громадянської війни, результатом якої стала радянська окупація. У 1919 році Гутянський цукрорафінадний завод отримав нову назву - Первухінський цукровий завод.
Під час другої світової війни з жовтня 1941 до серпня 1943 року селище знаходилося під німецькою окупацією. У роки відновлення народного господарства СРСР завод було відновлено, у січні 1945 року він вже працював. Після війни на базі підприємства був створений Первухінський цукровий комбінат, до складу якого увійшли цукровий завод і місцевий радгосп. Загалом, у радянські часи завод був найбільшим підприємством селища.
Після проголошення незалежності України завод було передано у відання міністерства сільського господарства та продовольства України.
У липні 1995 року Кабінет Міністрів України ухвалив рішення про приватизацію цукрового заводу і бурякорадгоспу, після чого державне підприємство було перетворено у відкрите акціонерне товариство. В 1998 власником заводу стала харківська компанія «Бісквіт-Шоколад».
Восени 2004 року у зв'язку із затяжними дощами та уповільненням збору буряків становище цукрових заводів Харківської області ускладнилося, і на початку жовтня 2004 року Первухінський завод достроково призупинив роботу. Загалом у сезоні цукроваріння 2004 року завод переробив 143 тис. тонн буряків. В сезон цукроваріння 2005 року завод переробив 153 тис. тонн буряків.
Економічна криза 2008 року, ускладнила становище підприємства, кількість працівників було скорочено на 18 % (з 311 до 265 осіб). Проте у 2008 році завод переробив 147,2 тис. тонн буряків та виробив 21,8 тис. тонн. тонн цукру. У 2009 році завод переробив 123 тис. тонн буряків та виробив 18,2 тис. тонн. тонн цукру. В 2010 році завод переробив 94,8 тис. тонн буряків та виробив 10,7 тис. тонн. тонн цукру. Весною 2013 року завод зупинив роботу, але надалі відновив діяльність. 2016 року завод виробив 6 тис. тонн цукру.